# Takahashi Genichi
Genichi Takahashi (sinh ngày 28 tháng 6 năm 1980) là một cầu thủ bóng đá người Nhật Bản.

## Sự nghiệp câu lạc bộ
Genichi Takahashi đã từng chơi cho Urawa Reds và Montedio Yamagata.